# Stazione di Palermo Maredolce
La stazione di Palermo Maredolce è una fermata ferroviaria di Palermo, sita nei pressi del castello di Maredolce. È posta sulla breve bretella che collega direttamente le stazioni di Brancaccio (sulla linea per Messina) e Guadagna (sulla linea per Trapani) aggirando la stazione centrale.

## Storia
La fermata di Maredolce è stata presentata ufficialmente il 19 dicembre 2015, in concomitanza con l'attivazione dell'apparato centrale computerizzato (ACC) della stazione di Palermo Centrale, nell'ambito della quale è formalmente inclusa.  
L'inaugurazione si è svolta il 16 febbraio 2016, in un evento che ha visto la partecipazione del ministro delle Infrastrutture Graziano Delrio. Nella stessa occasione sono state inaugurate anche le fermate di Guadagna e Lolli.  
Nonostante l'inaugurazione, la fermata di Maredolce non è mai entrata in servizio, in quanto subito vandalizzata e chiusa. Nel 2020, dopo lavori di restauro dal valore di circa 1 milione di euro, la stazione è stata riaperta, ma anche in questo caso è stata richiusa dopo poco.

## Strutture e impianti
La fermata conta due binari, uno per ogni senso di marcia, serviti da due banchine  laterali lunghe 125 metri, collegate da un sottopassaggio. Dalla sua attivazione nessun treno vi ha effettuato mai fermata.